# Svibanjska jabuka
Svibanjska jabuka (podofilum, nožni list. lat. Podophyllum), rod od desetak vrsta ljekovitih trajnica iz porodice žutikovki (Berberidaceae). Vrste ovog roda rastu po dijelovima Azije i Sjeverne Amerike. 
Vrste ovog roda ljekovite su i otrovne (podofilotoksin ili podofilin). Kod američkih Indijanaca koristila se kao lijek.

## Vrste
1. Podophyllum aurantiocaule Hand.-Mazz.
2. Podophyllum cymosum (Michx.) Christenh. & Byng
3. Podophyllum delavayi Franch.
4. Podophyllum difforme Hemsl. & E.H.Wilson
5. Podophyllum emeiense (J.L.Wu & P.Zhuang) J.M.H.Shaw
6. Podophyllum glaucescens J.M.H.Shaw
7. Podophyllum grayi (F.Schmidt) Christenh. & Byng
8. Podophyllum guangxiense (Y.S.Wang) J.M.H.Shaw
9. Podophyllum hemsleyi J.M.H.Shaw & Stearn
10. Podophyllum hexandrum Royle
11. Podophyllum majoense Gagnep.
12. Podophyllum peltatum L.
13. Podophyllum pleianthum Hance
14. Podophyllum sinense (H.L.Li) Christenh. & Byng
15. Podophyllum trilobulum J.M.H.Shaw
16. Podophyllum tsayuense (T.S.Ying) Christenh. & Byng
17. Podophyllum versipelle Hance

## Vanjske poveznice
|  | Zajednički poslužitelj ima još gradiva o temi Podophyllum |
|  | Wikivrste imaju podatke o taksonu Podophyllum             |